# Kirchgasse 9/11 (Bad Orb)

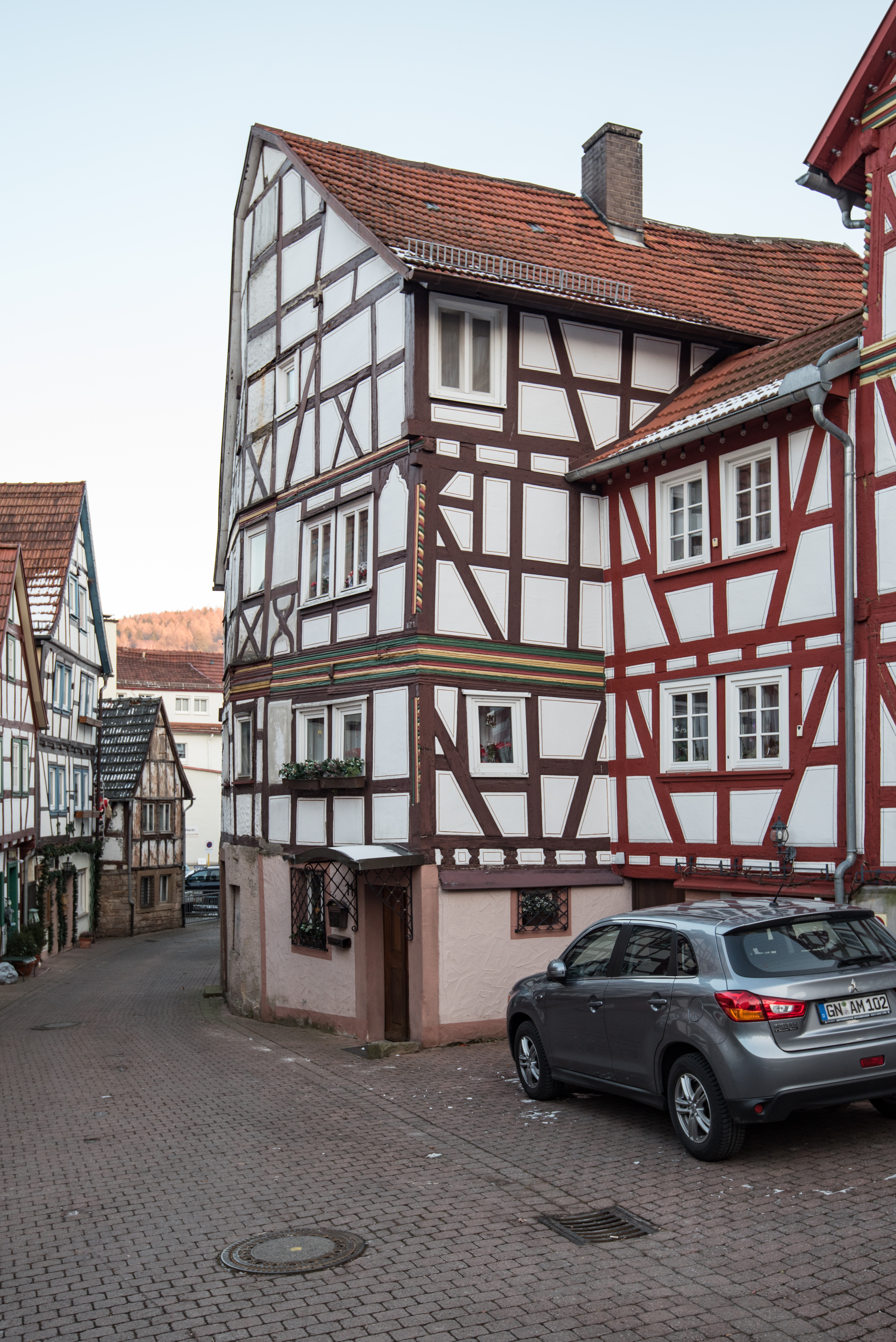
Haus Kirchgasse 9/11 in Bad Orb

Das Gebäude Kirchgasse 9/11 in Bad Orb, einer Kurstadt im Main-Kinzig-Kreis in Hessen, wurde 1671 errichtet. Das Fachwerkhaus ist ein geschütztes Kulturdenkmal.
Das giebelständige Wohnhaus ist durch Zusammenlegung und Aufstockung zweier ehemaliger Stallgebäude entstanden. Das asymmetrische Satteldach wurde im 19. Jahrhundert aufgesetzt. Das Fachwerk weist teilweise beschnitzte Eckständer, profilierte Rähmzonen, Feuerböcke und Andreaskreuze auf. 